# Бондаренко, Иван Николаевич (передовик)
Иван Николаевич Бондаренко (10 января 1928 — 6 января 2008) — передовик производства, бригадир Ольховатского сахарного комбината. Герой Социалистического Труда (1974).

## Биография
Родился 10 января 1928 года в крестьянской семье в селе Ольховатка Россошанского уезда Воронежской губернии (сегодня — Ольховатский район Воронежской области).
Окончил неполную среднюю школу. С 1943 года работал в колхозе «1 Мая» Ольховатского района. С 1948 по 1951 год служил в армии.
В 1951 году начал работать аппаратчиком на Ольховатском сахарном комбинате. Был назначен бригадиром. Внёс несколько рационализаторских предложений, в результате чего производительность увеличилась на 12 %. За выдающиеся достижения в трудовой деятельности был удостоен в 1974 году звания Героя Социалистического Труда.
В 1989 году вышел на пенсию. Жил в посёлке Ольховатка. Умер 6 января 2008 года.

## Награды
- Герой Социалистического Труда — указом Президиума Верховного Совета СССР от 17 января 1974 года
- Орден Ленина (1974).